# Eduardo Lourenço

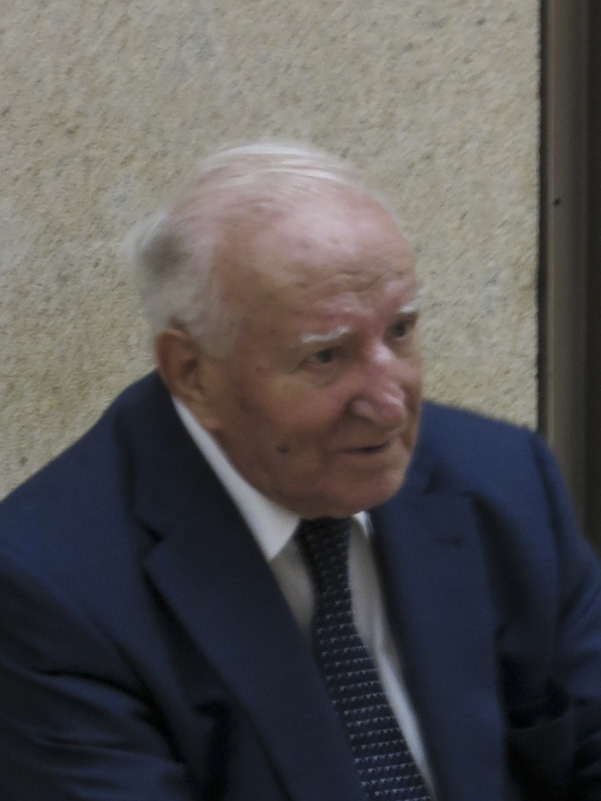
Eduardo Lourenço (2015)

Eduardo Lourenço de Faria (* 23. Mai 1923 in São Pedro de Rio Seco, Distrikt Guarda, Portugal; † 1. Dezember 2020 in Lissabon) war ein portugiesischer Literaturwissenschaftler, Essayist und Philosoph. Er war der bedeutendste zeitgenössische Denker Portugals.

## Leben
Lourenço studierte Philosophie und Geschichte an der Universität Coimbra. Dort lehrte er auch von 1946 bis 1952 als Professor. Von 1953 bis 1954 lehrte er portugiesische Literatur an der Universität Hamburg und von 1954 bis 1955 an der Ruprecht-Karls-Universität Heidelberg. Anschließend war er in den Jahren von 1955 bis 1958 als Professor an der Universität Montpellier.
Nach kurzer Lehrtätigkeit von 1958 bis 1959 an der Universidade Federal da Bahia in Salvador da Bahia (Brasilien) ging er im Jahr 1960 nach Frankreich, um dort bis 1965 an der Universität Grenoble zu lehren. Danach folgte er einem Ruf an die Universität Nizza Sophia-Antipolis, wo er bis zu seiner Emeritierung blieb. Anschließend wurde ihm der Posten als Kulturattaché in Rom übertragen. Ab 1988 war er außerdem Herausgeber der portugiesischen Zeitschrift Finisterra.
Lourenço gehörte zu den hervorragendsten Kennern der Werke des portugiesischen Dichters und Schriftstellers Fernando Pessoa (1888–1935). Sein Werk stellte die Frage nach der Kultur und Identität Portugals und dessen Geschichte.
Eduardo Lourenço lebte ab 1965 in Vence an der Côte d’Azur und kehrte erst in seinen letzten Lebensjahren nach Portugal zurück. Er starb im Alter von 97 Jahren in Lissabon. Zu seinem Tod äußerten sich Portugals Präsident Marcelo Rebelo de Sousa und Premierminister António Costa. Es wurde eine eintägige Staatstrauer ausgerufen.

## Auszeichnungen
- 1981: Großoffizier des Ordens des heiligen Jakob vom Schwert
- 1988: Prix européen de l’essai Charles Veillon (Europäischer Essay-Preis der Charles-Veillon-Stiftung) für sein Lebenswerk.
- 1992: Großkreuz des Ordens des Infanten Dom Henrique
- 1996: Prémio Camões
- 2003: Großkreuz des Ordens des heiligen Jakob vom Schwert
- 2006: Mitglied der Academia Brasileira de Letras
- 2011: Prémio Pessoa[3]

## Werke (Auswahl)
- Portugal-Europa: Mythos und Melancholie, TFM-Verlag, 1997
- Mythos der Saudade, Suhrkamp Verlag, 2001